# Мартыненко, Евгений Олегович
Евгений Олегович Мартыненко (укр. Євгеній Олегович Мартиненко; 25 июня 1993) — украинский футболист, защитник клуба «Фана ИЛ».

## Биография
Воспитанник одесской СДЮШОР «Черноморец». Первыми тренерами Евгения были В. А. Голиков и Леонид Гайдаржи. В 2011 году играл за фарм-клуб одесской команды — «Черноморец-2» и провел там шесть матчей. После роспуска команды начал играть в молодёжном составе «моряков». За сезоны 2011/12 и 2012/13 годов провел 48 игр и забил пять голов. Первый официальный матч за основной состав «Черноморца» провел 25 сентября 2013 года в розыгрыше кубка Украины: одесситы встречались с николаевским клубом «Энергия». Выйдя со стартовых минут, Мартыненко провел на поле весь матч.